# 大布赫施泰因山

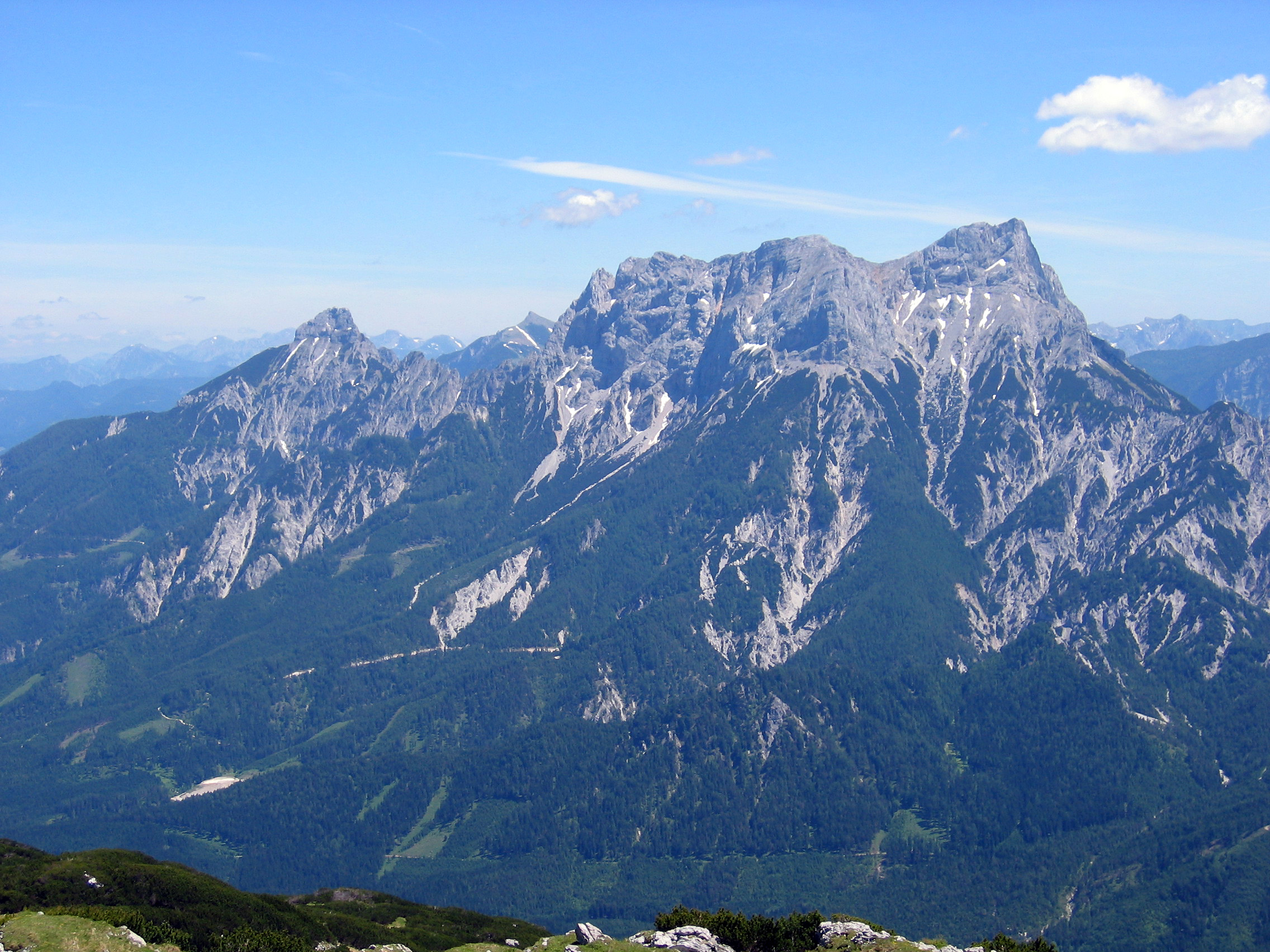

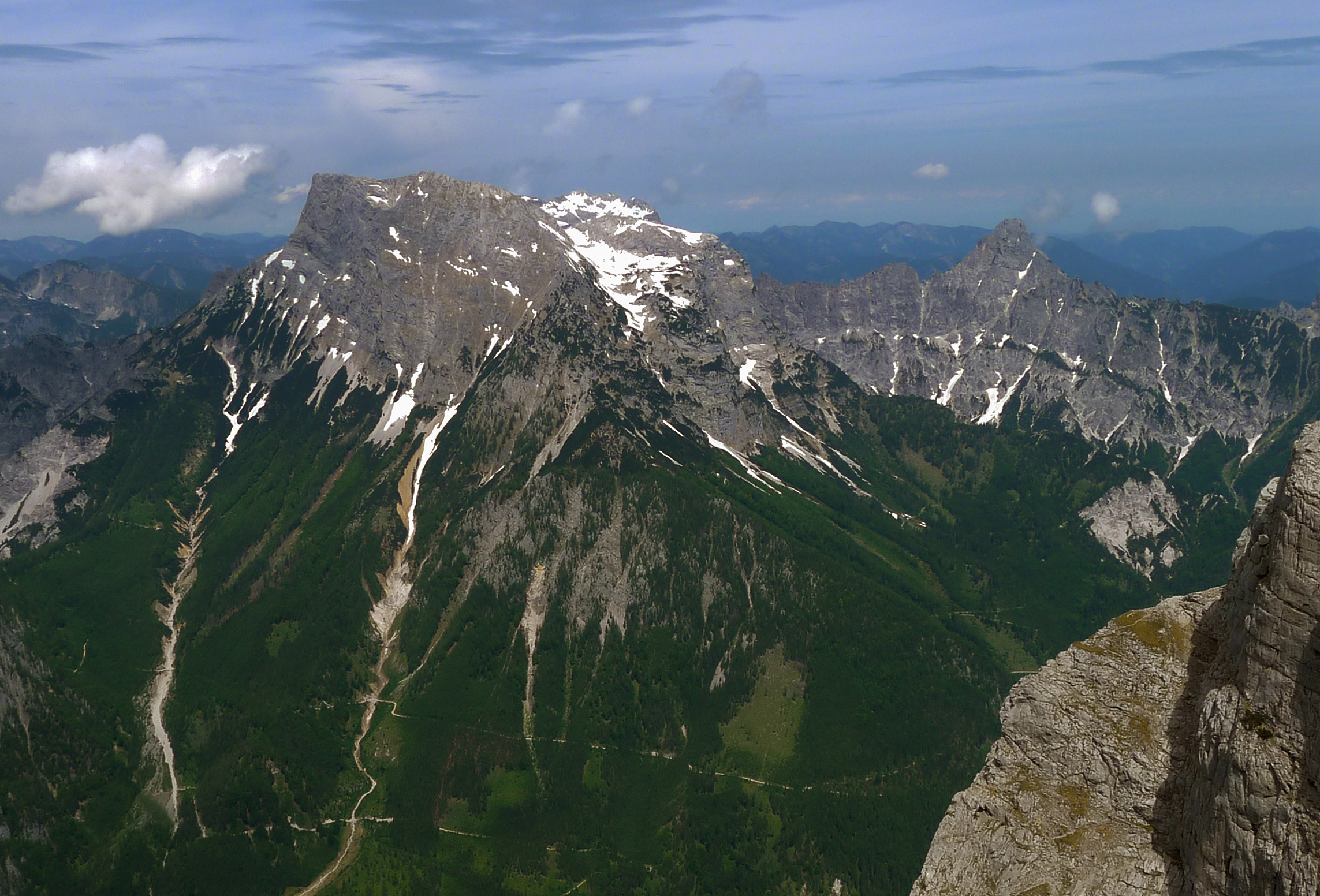

47°36′37″N 14°35′48″E / 47.61028°N 14.59667°E
大布赫施泰因山（德語：Großer Buchstein），是奧地利的山峰，位於該國中部，由施泰爾馬克州負責管轄，屬於布雷根茨森林山脈的一部分，海拔高度2,224米，每年平均降雨量1,513毫米。